# Liga Premier de Israel 2025-26
La Liga Premier de Israel 2025-26, también conocida como «Ligat ONE ZERO» por razones de patrocinio, será la vigésima séptima temporada desde su introducción en 1999 y la temporada 84.ª de fútbol de primer nivel en Israel. Comenzará el 23 de agosto de 2025 y terminará en mayo de 2026.
Maccabi Tel Aviv es el defensor del título, luego de coronarse campeón la temporada pasada.

## Formato
Los 14 equipos jugarán entre sí todos contra todos dos veces totalizando 26 fechas al término de las cuales los equipos se dividirán en dos grupos. El Grupo campeonato lo integrarán los seis primeros de la fase regular, mientras que el Grupo descenso lo integrarán los ocho últimos; dentro de cada grupo los equipos jugarán entre sí todos contra todos una vez totalizando 5 y 7  fechas más. Los equipos mantendrán el mismo puntaje conseguido en la Fase Regular dentro de cada grupo, por lo que al final de la temporada cada club jugará 31 o 33 fechas.
Los dos últimos clasificados de Grupo descenso descenderán a la Liga Leumit
El primer clasificado del Grupo campeonato se clasificará a la segunda ronda de la Liga de Campeones 2026-27.El segundo y tercer puesto clasificarán a la Liga Conferencia 2026-27. 
Un tercer cupo para la Liga Conferencia 2026-27 le será asignado al campeón de la Copa de Israel

## Ascensos y descensos
| Pos. | Descendidos de la Liga Premier 2024-25 |
| ---- | -------------------------------------- |
| 13.º | Maccabi Petah-Tikvah                   |
| 14.º | Hapoel Hadera                          |

| Pos. | Ascendidos de la Liga Leumit 2024-25 |
| ---- | ------------------------------------ |
| 1.º  | Hapoel Tel Aviv                      |
| 2.º  | Hapoel Petah-Tikvah                  |

## Equipos participantes
| Club                       | Ciudad         | Estadio              | Capacidad |
| -------------------------- | -------------- | -------------------- | --------- |
| Ashdod                     | Asdod          | Estadio Yud-Alef     | 7800      |
| Beitar Jerusalén           | Jerusalén      | Estadio Teddy Kollek | 31 733    |
| Bnei Sakhnin               | Sajnin         | Doha Stadium         | 8500      |
| Hapoel Be'er Sheva         | Beerseba       | Turner Stadium       | 16 126    |
| Hapoel Haifa               | Haifa          | Estadio Sammy Ofer   | 30 942    |
| Hapoel Ironi Kiryat Shmona | Kiryat Shemona | Estadio Netanya      | 13 610    |
| Hapoel Jerusalem           | Jerusalén      | Estadio Teddy Kollek | 31 733    |
| Hapoel Petah-Tikvah        | Petaj Tikva    | Estadio Hamoshaba    | 11 500    |
| Hapoel Tel Aviv            | Tel Aviv       | Estadio Bloomfield   | 29 400    |
| Ironi Tiberias             | Tiberíades     | Estadio Green        | 5200      |
| Maccabi Bnei Reineh        | Reineh         | Estadio HaShalom     | 5800      |
| Maccabi Haifa              | Haifa          | Estadio Sammy Ofer   | 30 942    |
| Maccabi Netanya            | Netanya        | Estadio Netanya      | 13 610    |
| Maccabi Tel Aviv           | Tel Aviv       | Estadio Bloomfield   | 29 400    |

## Temporada regular

### Clasificación
| Pos. | Equipo                     | Pts. | PJ | G | E | P | GF | GC | Dif. | Clasificación 2025-26 |
| ---- | -------------------------- | ---- | -- | - | - | - | -- | -- | ---- | --------------------- |
| 1    | Ashdod                     | 0    | 0  | 0 | 0 | 0 | 0  | 0  | 0    | Grupo Campeonato      |
| 2    | Beitar Jerusalén           | 0    | 0  | 0 | 0 | 0 | 0  | 0  | 0    | Grupo Campeonato      |
| 3    | Bnei Sakhnin               | 0    | 0  | 0 | 0 | 0 | 0  | 0  | 0    | Grupo Campeonato      |
| 4    | Hapoel Be'er Sheva         | 0    | 0  | 0 | 0 | 0 | 0  | 0  | 0    | Grupo Campeonato      |
| 5    | Hapoel Haifa               | 0    | 0  | 0 | 0 | 0 | 0  | 0  | 0    | Grupo Campeonato      |
| 6    | Hapoel Ironi Kiryat Shmona | 0    | 0  | 0 | 0 | 0 | 0  | 0  | 0    | Grupo Campeonato      |
| 7    | Hapoel Jerusalén           | 0    | 0  | 0 | 0 | 0 | 0  | 0  | 0    | Grupo Descenso        |
| 8    | Hapoel Petah-Tikvah        | 0    | 0  | 0 | 0 | 0 | 0  | 0  | 0    | Grupo Descenso        |
| 9    | Hapoel Tel Aviv            | 0    | 0  | 0 | 0 | 0 | 0  | 0  | 0    | Grupo Descenso        |
| 10   | Ironi Tiberias             | 0    | 0  | 0 | 0 | 0 | 0  | 0  | 0    | Grupo Descenso        |
| 11   | Maccabi Bnei Reineh        | 0    | 0  | 0 | 0 | 0 | 0  | 0  | 0    | Grupo Descenso        |
| 12   | Maccabi Haifa              | 0    | 0  | 0 | 0 | 0 | 0  | 0  | 0    | Grupo Descenso        |
| 13   | Maccabi Netanya            | 0    | 0  | 0 | 0 | 0 | 0  | 0  | 0    | Grupo Descenso        |
| 14   | Maccabi Tel Aviv           | 0    | 0  | 0 | 0 | 0 | 0  | 0  | 0    | Grupo Descenso        |

Los primeros partidos se disputarán el 23 de agosto de 2025.
 Fuente: Soccerway

### Resultados
| Local \ Visitante          | ASH | BEI | BNS | HBS | HHA | HJE | HIK | HPT | HTA | ITB | MBR | MHA | MNE | MTA |
| -------------------------- | --- | --- | --- | --- | --- | --- | --- | --- | --- | --- | --- | --- | --- | --- |
| Ashdod                     | —   |     |     |     |     |     |     |     |     |     |     |     |     |     |
| Beitar Jerusalén           |     | —   |     |     |     |     |     |     |     |     |     |     |     |     |
| Bnei Sakhnin               |     |     | —   |     |     |     |     |     |     |     |     |     |     |     |
| Hapoel Be'er Sheva         |     |     |     | —   |     |     |     |     |     |     |     |     |     |     |
| Hapoel Haifa               |     |     |     |     | —   |     |     |     |     |     |     |     |     |     |
| Hapoel Jerusalén           |     |     |     |     |     | —   |     |     |     |     |     |     |     |     |
| Hapoel Ironi Kiryat Shmona |     |     |     |     |     |     | —   |     |     |     |     |     |     |     |
| Hapoel Petah-Tikvah        |     |     |     |     |     |     |     | —   |     |     |     |     |     |     |
| Hapoel Tel Aviv            |     |     |     |     |     |     |     |     | —   |     |     |     |     |     |
| Ironi Tiberias             |     |     |     |     |     |     |     |     |     | —   |     |     |     |     |
| Maccabi Bnei Reineh        |     |     |     |     |     |     |     |     |     |     | —   |     |     |     |
| Maccabi Haifa              |     |     |     |     |     |     |     |     |     |     |     | —   |     |     |
| Maccabi Netanya            |     |     |     |     |     |     |     |     |     |     |     |     | —   |     |
| Maccabi Tel Aviv           |     |     |     |     |     |     |     |     |     |     |     |     |     | —   |